# Doronino (obwód wołogodzki)
Doronino (ros. Доронино) – wieś w Rosji, w rejonie czerepowieckim obwodu wołogodzkiego. W 2010 liczyła 40 mieszkańców.